# Tìm nguồn cung ứng cho doanh nghiệp
Tìm nguồn cung ứng cho doanh nghiệp đề cập đến một hệ thống trong đó các bộ phận của các công ty phối hợp mua sắm và phân phối vật liệu, bộ phận, thiết bị và vật tư cho tổ chức. Đây là chuỗi cung ứng, mua / mua sắm và chức năng kiểm kê. Điều này cho phép giảm giá hàng loạt, kiểm toán và tuân thủ Đạo luật Sarbanes-Oxley.
Nhiệm vụ của một đại lý tìm nguồn cung ứng bao gồm:
1. Phối hợp tất cả các hoạt động liên quan đến mua sắm hàng hóa bắt đầu với ý định mua hàng thông qua giao hàng
2. Phân tích các yêu cầu của hàng hóa, bao gồm thông số kỹ thuật sơ bộ, nhà cung cấp ưa thích và hàng hóa ngày là cần thiết
3. Thu hút và đánh giá các đề xuất cho hàng hóa được yêu cầu. Điều tra và/hoặc phỏng vấn các nhà cung cấp tiềm năng để xác định xem họ có đáp ứng các yêu cầu được chỉ định hay không.

Một số đại lý tìm nguồn cung ứng của công ty: Richman Chemical, Onetouch, Worldwide Brand, SAOS